# Бруно Забіс
Бруно Забіс (латис. Bruno Zabis; народився 15 січня 1990, Лієпая, Латвія) — латвійський хокеїст, нападник. Виступає в лієпайському «Металургсі». 